# Кондо Бинбаши
Кондо Бинбаши (на сръбски: Конда Бимбаша) е православен войвода със спорен етнически произход и родно място, един от героите на Първото сръбско въстание.

## Биография
Повечето сведения за живота на Кондо извън участието му във въстанието са противоречиви и имат легендарен характер.
Според преобладаващото в сръбската историография мнение той е родом от Янина или околните села, като различни автори го определят като армънин, грък или албанец. Според някои сръбски историци той е роден в Лом паланка или в Поломието, а според Георги Раковски – в Сливен. Северномакедонски източници сочат като негово родно място стружкото село Вевчани.
Първото по-сигурно сведение за Кондо е от 1804 година, когато участва в голямото кърджалийско формирование на Али Гушанац. Според Константин Иречек, преди това той е служил, заедно с Корчо войвода при Осман Пазвантоглу. През 1804 година Али Гушинац със своите 800 кърджалии отива в Белград в помощ на разбунтувалите се тамошни дахии. Кондо служи в техния гарнизон в Белград и получава званието бюлюкбашия.
През лятото на 1806 година Кондо дезертира и минава на страната на сръбските въстаници, а те му дават званието бинбашия, с което остава известен в историята. Проявявайки особена смелост, той изиграва важна роля в превземането на Белград на 30 ноември същата година. Начело на група от няколко преоблечени бунтовници той се промъква в крепостта и отваря една от нейните порти – Сава капия – за сръбския авангард. След като се възстановява от раняване при превземането на Белград, Кондо участва в боеве при Ужице и Лозница.
Според преобладаващото мнение Кондо Бинбаши е тежко ранен в боевете при Лозница през 1807 година и умира в близкия манастир Троноша. Някои автори отнасят смъртта му към 1813 година, изглежда в резултат на объркване с друг участник във въстанието – Йовча Михайлович – Конда. Според легендарни сведения, Кондо дори преживява разгрома на въстанието и заминава за Бесарабия, където остава до смъртта си.